# Martín Legarra Tellechea
Martín Legarra Tellechea OAR (* 25. Januar 1910 in Murguindueta; † 15. Juni 1985) war ein spanischer Ordensgeistlicher und römisch-katholischer Bischof von Santiago de Veraguas.

## Leben
Martín Legarra Tellechea trat der Ordensgemeinschaft der Augustiner-Rekollekten bei und empfing am 19. März 1933 die Priesterweihe.
Papst Paul VI. ernannte ihn am 6. November 1963 zum ersten Prälaten der gut ein Jahr zuvor errichteten Territorialprälatur Bocas del Toro. Am 18. März 1965 folgte die Ernennung zum Titularbischof von Luperciana. Der Apostolische Nuntius in Panama, Erzbischof Antonino Pinci, spendete ihm am 6. Juni desselben Jahres die Bischofsweihe; Mitkonsekratoren waren Tomás Alberto Clavel Méndez, Erzbischof von Panama, und der Apostolische Vikar von Darién, Jesús Serrano Pastor  CMF.
Er nahm an der dritten und vierten Sitzungsperiode des Zweiten Vatikanischen Konzils als Konzilsvater teil.
Am 3. April 1969 ernannte ihn Papst Paul VI. zum Bischof von Santiago de Veraguas.
Am 15. Februar 1975 nahm der Papst seinen vorzeitigen Rücktritt an.